# Evrostína
Evrostína, en grec moderne : Ευρωστίνα, est un village et un ancien dème du district régional de Corinthie, en Grèce. Depuis 2010, il est fusionné au sein du dème de Xylókastro-Evrostína.
Selon le recensement de 2011, la population du dème compte 4 088 habitants tandis que celle du village s'élève à 36 habitants.